# Lindackeria poggei
Lindackeria poggei là một loài thực vật có hoa trong họ Achariaceae. Loài này được (Gürke) Gilg mô tả khoa học đầu tiên năm 1911.